# 中野伸哉
中野伸哉（日语：中野 伸哉；2003年8月17日—），日本足球運動員，司職後衛，現效力日職球隊鳥栖砂岩。

## 俱樂部生涯
2020年12月30日，在日本俱乐部青年足球选手权大会（U18）决赛鸟栖砂岩U18对阵FC东京U18梯队的比赛中，鸟栖砂岩U18梯队凭借着中野伸哉进球，比赛以3-2的比分战胜，首次夺得该项赛事的冠军。
中野伸哉2003年出生，身高167，出自鸟栖砂岩青训，本赛季作为2003年出生的级别第一位已经在日职联赛首秀。
湘南比马对阵鸟栖砂岩，中野伸哉以17岁6个月10天的年龄成为日职联赛揭幕战最年轻首发纪录。

## 球隊生涯
2018年亞足聯U-16錦標賽决赛中，鸟栖砂岩U15梯队左后卫中野伸哉（2003年生，越级入选日本U16国家队）代表日本U16国家队首发出场，最终日本1：0战胜塔吉克斯坦，成为了该届赛事的冠军。
在巴西举办的2019年U17世界杯上，中野伸哉作为首发球员打了全部四场比赛。

## 外部連結
- 日本職業足球聯賽中的中野伸哉 （日語）